# Fort Pierre (Dakota del Sur)
Fort Pierre es una ciudad ubicada en el condado de Stanley en el estado estadounidense de Dakota del Sur. En el Censo de 2010 tenía una población de 2.078 habitantes y una densidad poblacional de 254,62 personas por km².

## Geografía
Fort Pierre se encuentra ubicada en las coordenadas 44°22′4″N 100°22′57″O / 44.36778, -100.38250. Según la Oficina del Censo de los Estados Unidos, Fort Pierre tiene una superficie total de 8.16 km², de la cual 8.04 km² corresponden a tierra firme y (1.46%) 0.12 km² es agua.

## Demografía
Según el censo de 2010, había 2.078 personas residiendo en Fort Pierre. La densidad de población era de 254,62 hab./km². De los 2.078 habitantes, Fort Pierre estaba compuesto por el 89.41% blancos, el 0.29% eran afroamericanos, el 6.59% eran amerindios, el 0.19% eran asiáticos, el 0% eran isleños del Pacífico, el 0.19% eran de otras razas y el 3.32% pertenecían a dos o más razas. Del total de la población el 0.67% eran hispanos o latinos de cualquier raza.